# Забитоски, Фред Уильям
Фред Уильям Забитоски (англ. Fred William Zabitosky); (27 октября 1942 — 18 января 1996) — солдат армии США, удостоился высочайшей американской военной награды — медали Почёта за свои действия в ходе Вьетнамской войны.

## Биография
Забитоски вступил в ряды армии в 1959 году из своего родного города Трентон, штат Нью-Джерси. На 19 февраля 1968 года он служил штаб-сержантом 5-й группы специальных сил (парашютисты). В этот день находясь в разведывательном патруле на территории Лаоса его небольшой отряд попал под плотный вражеский огонь. Забитоски руководил обороной пока не прибыли спасательные вертолёты. Когда вертолёт, который должен был забрать его с поля битвы разбился он не обращая внимания на свои раны спас пилота разбившегося вертолёта. В дальнейшем Забитоски был повышен в звании до сержанта первого класса и в 1969 году награждён медалью Почёта президентом Никсоном. После 30-летней службы Забитоски ушёл в отставку в звании мастер-сержанта.
Забитоски умер в возрасте 53 лет и был похоронен в мемориальном парке Ламби, г. Ламбертон, штат Северная Каролина. В его честь была названа улица (бывшая  Community Access Road) близ Форт-Брэгга.

## Награды
- Медаль Почёта
- Пурпурное сердце
- Бронзовая звезда (США)

## Наградная запись к медали Почёта
За выдающуюся храбрость и отвагу проявленные с риском для жизни при выполнении долга службы и за его пределами. Сержант первого класса Забитоски (армия США) отличился во время службы помощником командира группы из 9 человек разведывательного патруля дальнего действия специальных сил. Патруль сержанта первого класса Забитоски действовал в глубине контролируемой врагом территории, когда был атакован превосходящим по численности отрядом северовьетнамской армии. Сержант первого класса Забитоски сплотил членов группы, развернул их в оборонительный порядок и выйдя под концентрированный вражеский огонь из автоматического оружия руководил ответным огнём. Осознавая серьёзность ситуации, сержант первого класса Забитоски приказал своим людям двигаться к посадочной площадке для эвакуации с помощью вертолётов и прикрывал отход группы огнём из винтовки и гранатами. Присоединившись к патрулю под возрастающем вражеским давлением он разместил каждого бойца в плотном оборонительном периметре и постоянно двигался от человека к человеку, воодушевляя их и контролируя их оборонительный огонь. В основном благодаря его примеру патруль удержал свою ненадёжную позицию до прибытия воздушных сил поддержки и вертолётной команды эвакуации. С прибытием спасательных вертолётов полные решимости северовьетнамцы усилили свой нажим. Сержант первого класса Забитоски периодически выходил под вражеский огонь, чтобы руководить подавляющим огнём с вертолётов вокруг посадочной зоны. После загрузки первого из спасательных вертолётов он встал в двери и вёл огонь по противнику во время взлёта вертолёта. Вертолёт попал под град пуль и сержант первого класса Забитоски был выброшен из вертолёта, в то время как он потерял управление и разбился. Придя в сознание, он проигнорировал свои крайне болезненные ранения и двинулся к охваченному огнём корпусу вертолёта. Пренебрегая опасностью от взрывающегося боезапаса и топлива, он вытащил тяжелораненого пилота из полыхающего вертолёта. Он несколько раз пытался спасти своих товарищей по патрулю, но вынужден был отойти из-за сильного огня. Несмотря на свои серьёзные ранения и сломанные рёбра он нёс и тянул потерявшего сознание пилота под ливнем вражеского огня пока ему не осталось 10 футов до зависшего спасательного вертолёта после чего он сам свалился от слабости. Необычайный героизм сержанта первого класса Забитоски и посвящение долгу поддержали высочайшие традиции военной службы и принесли великую честь ему, его подразделению и армии США.                           
Оригинальный текст (англ.)
For conspicuous gallantry and intrepidity in action at the risk of his life above and beyond the call of duty. Sfc. Zabitosky, U.S. Army, distinguished himself while serving as an assistant team leader of a 9-man Special Forces long-range reconnaissance patrol. Sfc. Zabitosky's patrol was operating deep within enemy-controlled territory when they were attacked by a numerically superior North Vietnamese Army unit. Sfc. Zabitosky rallied his team members, deployed them into defensive positions, and, exposing himself to concentrated enemy automatic weapons fire, directed their return fire. Realizing the gravity of the situation, Sfc. Zabitosky ordered his patrol to move to a landing zone for helicopter extraction while he covered their withdrawal with rifle fire and grenades. Rejoining the patrol under increasing enemy pressure, he positioned each man in a tight perimeter defense and continually moved from man to man, encouraging them and controlling their defensive fire. Mainly due to his example, the outnumbered patrol maintained its precarious position until the arrival of tactical air support and a helicopter extraction team. As the rescue helicopters arrived, the determined North Vietnamese pressed their attack. Sfc. Zabitosky repeatedly exposed himself to their fire to adjust suppressive helicopter gunship fire around the landing zone. After boarding 1 of the rescue helicopters, he positioned himself in the door delivering fire on the enemy as the ship took off. The helicopter was engulfed in a hail of bullets and Sfc. Zabitosky was thrown from the craft as it spun out of control and crashed. Recovering consciousness, he ignored his extremely painful injuries and moved to the flaming wreckage. Heedless of the danger of exploding ordnance and fuel, he pulled the severely wounded pilot from the searing blaze and made repeated attempts to rescue his patrol members but was driven back by the intense heat. Despite his serious burns and crushed ribs, he carried and dragged the unconscious pilot through a curtain of enemy fire to within 10 feet of a hovering rescue helicopter before collapsing. Sfc. Zabitosky's extraordinary heroism and devotion to duty were in keeping with the highest traditions of the military service and reflect great credit upon himself, his unit, and the U.S. Army.